# Piazza Angilberto II
Piazza Angilberto II è una piazza della città di Milano, situata al confine tra il quartiere del Corvetto e Vaiano Valle.

## Descrizione
Piazza Angilberto II, intitolata all'arcivescovo franco del IX secolo, sorge all'intersezione (in senso antiorario) tra le vie Marco d'Agrate, Pismonte, San Dionigi, Ravenna, Comacchio, Bessarione e Arcivescovo Romilli. Si tratta di uno slargo di forma esagonale, interrotto dall'isolato compreso tra le vie San Dionigi e Ravenna e quello tra le vie Bessarione e Arcivescovo Romilli, che si avvicinano tra di loro.
Alla fine degli anni dieci, assieme a Piazza Dergano (situata nell'omonimo quartiere), la piazza è stata oggetto di uno dei primi progetti di riqualificazione nell'ambito del progetto sperimentale di urbanistica tattica "Piazze Aperte", avviato dal Comune di Milano in collaborazione con Bloomberg Associates e il supporto della National Association of City Transportation Officials (NACTO) Global Designing Cities Initiative. Nel dettaglio, Piazza Angilberto II è stata pedonalizzata nell'area tra Via Bessarione e Via Comacchio, la pavimentazione è stata pitturata con delle forme geometriche colorate, è stata installata una nuova stazione di BikeMi e sono state posate delle rastrelliere per le biciclette private, oltre a piante, fioriere, sedute, aree da gioco e tavoli da ping pong; con quest'intervento, inoltre, è stata ristretta la carreggiata dalla parte della piazza adiacente a Via Bessarione ed è stata realizzata una nuova pista ciclabile su Via Comacchio.
In questo periodo la piazza è diventata un centro d'aggregazione importante per l'area, punto d'incontro di artisti, caratterizzato dalla presenza di gallerie d'arte e studi di artisti di avanguardia, divenuto luogo iconico della metropoli.
Visto il successo, come per Piazza Dergano, il Comune di Milano ha avviato nel 2021 i lavori per rendere la sistemazione della piazza permanente. La riqualificazione definitiva conferma le pedonalizzazioni parziali della piazza e prevede l'inserimento di alberi, arbusti e aiuole a raso; al termine di quest'intervento, Piazza Angilberto II conta 1470 m² di verde (tra prati e cespugli) in più e cinquantacinque alberi fra i quali magnolie, aceri, peri da fiore e koelreuterie.
L'area dal 2019 è in forte crescita immobiliare, sarà l'area di realizzazione delle Olimpiadi Milano-Cortina 2026.

## Trasporti
- Corvetto
- Fermata autobus (Linea 95)